# Toldy László (zeneszerző)
Toldy László (Budapest, 1882. március 17. – Budapest, 1929. március 20.) zeneszerző, zenepedagógus, jogász, Toldy Ferenc irodalmár unokája, Toldy László történész fia.

## Életrajz
Budapesten végezte gimnáziumi tanulmányait, valamint az egyetemet is, utóbbit 1904-ben fejezte be, 1905. május 20-án kapta meg a jogi doktori címet. 1898 és 1902 között a Zeneakadémián tanult zeneszerzést. 1904-ben a budapest Nemzeti Zenedénél lett tanár. Első operáját, az egyfelvonásos Sigridet 1905. március 19-én mutatta be a budapesti Operaház; 1906-ban fővárosi ösztöndíjat kapott és külföldön tanult francia, angol, illetve német mestereknél. 1913-ban a budapesti egyetemen megkapta a zenetudomány tanári képesítést, 1923-ban címzetes ny. rk. tanár lett. 1914 és 1920 között előadó volt az Erzsébet Népakadémián, 1920-tól oktatott az újpesti városi zeneiskolában zeneelméletet. 1924-ben a Szent István Akadémia ajánlott III. o. tagnak. Zenekari műveit előadta a Budapesti Filharmóniai Társaság. 1923-ban zenét komponált a Vígszínház-beli Hübele Balázs c. gyermekdarabhoz.

## Kéziratban maradt operái
- 1906: Az Élet álma (szövegíró is)
- 1908: Zöld kakadu (Schnitzler Artur szövegére)
- 1909: Cesarini 3 fv. (Lux Lajos szövegére)
- 1918: Lyane
- 1909: Betyárkirálynő (operett)

Több zenekari-, kamarazene-, valamint zongoraműveket és dalokat írt, valamint 60-nál is több verset zenésített meg. 

## Nyomtatott művei
- Sigrid. Lyrai dráma. (Libretto) Szövege és zenéje. Bp., 1905
- Thematischer Führer zu Kain Symphonische Dichtung nach Lord Byrons gleichnamigen Polm. Komponiert von L. T. Uo., 1908
- Nagyasszonyunk. Írta Prónai Antal. Zenéje: L. T. H., é.n.
- Összhangzattan (példatárral). Bp., 1910